# Haneen Al-Sayegh
Haneen Al-Sayegh (arabisch لحنين الصايغ, DMG Ḥanīn Ṣāʾiġ; * 1986 im Libanongebirge, Libanon) ist eine libanesisch-drusische Schriftstellerin. Sie wurde bekannt durch ihren Debütroman Das unsichtbare Band, der auch auf Deutsch erschien. Daneben hat sie drei Gedichtbände auf Arabisch veröffentlicht. Sie wurde mit dem renommierten Naji Noaman Literary Award ausgezeichnet. Al-Sayegh lebt in Beirut und Berlin.

## Leben und Werk
In ihrem Debütroman Das unsichtbare Band beschreibt Al-Sayegh eine Kindheit und Jugend in der ultrastrengen, patriarchalischen Religionsgemeinschaft der Drusen in den Bergen des Libanon. Die Protagonistin Amal wird mit 15 Jahren an einen älteren Mann verheiratet, doch sie will die Schule besuchen und studieren. Al-Sayegh beschreibt, dass die Frauen ihres Buches nicht fiktiv, sondern biografisch sind, und dass die Emanzipationsgeschichte von Amal autobiografisch ist. Nach dem Erscheinen im Libanon sorgte das Buch wegen seiner Tabubrüche für Aufmerksamkeit und wurde in arabischen Medien als literarische Sensation gewertet.
Al-Sayegh hat an der Amerikanischen Universität Beirut Englische Literatur studiert. Sie arbeitet als Dozentin und Übersetzerin.

## Werke
- Das unsichtbare Band (2024) München: dtv, ISBN 978-3-423-28398-4.